# Хилтоп (Џорџија)
Хилтоп (енгл. Hilltop) насељено је место без административног статуса у америчкој савезној држави Џорџија.

## Демографија
По попису из 2010. године број становника је 262, што је 139 (-34,7%) становника мање него 2000. године.
| Група             | 2000.       | 2010.       |
| Белци             | 48 (12,0%)  | 29 (11,1%)  |
| Афроамериканци    | 352 (87,8%) | 233 (88,9%) |
| Азијати           | 0 (0,0%)    | 0 (0,0%)    |
| Хиспаноамериканци | 0 (0,0%)    | 0 (0,0%)    |
| Укупно            | 401         | 262         |